# An Adventure in Space and Time
An Adventure in Space and Time é um telefilme britânico de 2013, escrito por Mark Gatiss para a BBC Two especialmente para o aniversário de 50 anos de Doctor Who. O telefilme dramatiza a forma como a série foi criada e produzida, tendo como protagonista o ator William Hartnell interpretado por David Bradley.

## Sinopse
A história tem foco a forma como Doctor Who foi criada pelo canadense Sydney Newman. São retratados os fatos que cercaram a origem do programa, a escolha e contratação do primeiro ator a dar vida ao Doutor, e a forma como foram produzidos os primeiros episódios da série. Algumas curiosidades serão retratadas, como por exemplo o fato de que a série estreou pouco depois da morte do Presidente americano John F. Kennedy, ou o fato de que Newman não tinha interesse nos Daleks mas, para sua surpresa, foram eles que salvaram o Doutor, elevando a audiência da série. Conhecido na década de 1940 por interpretar bandidos e homens durões, o ator William Hartnell hesitou em aceitar um trabalho na TV. Logo ele descobriria que a série mudaria sua vida e o transformaria em um ídolo de crianças e adultos por muitos anos. Coube a Verity Lambert, a primeira produtora do departamento dramático da BBC, convencer Hartnell a aceitar o papel.

## Elenco
- David Bradley ... William Hartnell, que retratou o primeiro Doutor[3]
- Jamie Glover ... William Russell, que retratou Ian Chesterton
- Jemma Powell ... Jacqueline Hill, que retratou Barbara Wright
- Claudia Grant ... Carole Ann Ford, que retratou Susan Foreman
- Anna-Lisa Drew ... Maureen O'Brien,[4] que retratou Vicki
- Edmund C Short ... Peter Purves,[5] que retratou Steven Taylor
- Sophie Holt ... Jackie Lane,[6] que retratou Dodo Chaplet
- Robin Varley ... Michael Craze, que retratou Ben Jackson
- Ellie Spicer ... Anneke Wills, que retratou Polly
- Reece Shearsmith ... Patrick Troughton, que retratou Segundo Doutor
- Matt Smith ... como ele mesmo, que retratou a 11ª encarnação do Doutor
- Nicholas Briggs ... Peter Hawkins, voz original dos Daleks e Cybermen